# Ivan Knežević (Fußballspieler, 1993)
Ivan Knežević (* 14. Juli 1993 in Aschaffenburg) ist ein kroatisch-deutscher Fußballspieler.

## Karriere
Nach seinen Anfängen in der Jugend von Viktoria Schaafheim und von Viktoria Aschaffenburg wechselte er im Sommer 2009 in die Jugendabteilung von Wacker Burghausen. Nach insgesamt 25 Spielen in der B-Junioren-Bundesliga, bei denen ihm insgesamt acht Tore gelangen, wechselte er im Sommer 2010 in die Jugendabteilung des TSV 1860 München. Nach 26 Spielen in der A-Junioren-Bundesliga, bei denen ihm insgesamt fünf Tore gelangen, wurde er im Sommer 2012 in den Kader der 2. Mannschaft seines Vereins in der Regionalliga Bayern aufgenommen. Nach zwei Spielzeiten wechselte er im Sommer 2014 ligaintern zur zweiten Mannschaft des 1. FC Nürnberg. Er schaffte es dort im Herbst 2014 auch zur zweimaligen Nominierung in den Spieltagskader der ersten Mannschaft in der 2. Bundesliga, ohne allerdings zum Einsatz zu kommen. Im Sommer 2017 wechselte er zum Ligakonkurrenten SpVgg Bayreuth. Mit seinem Verein stieg er am Ende der Saison 2021/22 in die 3. Liga auf.
Er blieb allerdings nicht in Bayreuth, sondern schloss sich im Sommer 2022 dem Ligakonkurrenten FC Erzgebirge Aue an. Dort kam er auch zu seinem ersten Einsatz im Profibereich, als er am 24. Juli 2022, dem 1. Spieltag, beim 1:1-Auswärts-Unentschieden gegen den SC Freiburg II in der Startformation stand.
Im Sommer 2023 wechselte er in die Regionalliga Südwest zum FC 08 Homburg.

## Erfolge
SpVgg Bayreuth
- Meister der Regionalliga Bayern und Aufstieg in die 3. Liga: 2021/22